# Mosasauridae
Os mosassauros foram os répteis pré-históricos da família Mosassauridae que eram os principais predadores dos oceanos do final do Cretáceo. O grupo não está relacionado proximamente, com os dinossauros, com os plesiossauros ou com os ictiossauros (répteis marinhos), pertencendo antes à ordem dos escamados que inclui atualmente as cobras e os lagartos. Os mosassauros surgiram no Cretáceo inferior, evoluindo a partir de animais terrestres e foram extintos durante o evento de extinção em massa ocorrido no final do Cretáceo (limite K/T). O nome do grupo refere-se ao primeiro fóssil, que foi descoberto em 1764, numa pedreira holandesa, no vale do rio Mosa.

## Características
Os mosassauros tinham um corpo fusiforme, dotado de dois pares de nadadeiras laterais, perfeitamente adaptado a vida em mares pouco profundos. Eram carnívoros, sendo que o menor exemplar conhecido media cerca de 3,5 metros de comprimento e o maior 17 metros, Mosasaurus hoffmannii. Chegaram a pesar até 6 toneladas.

## Descoberta

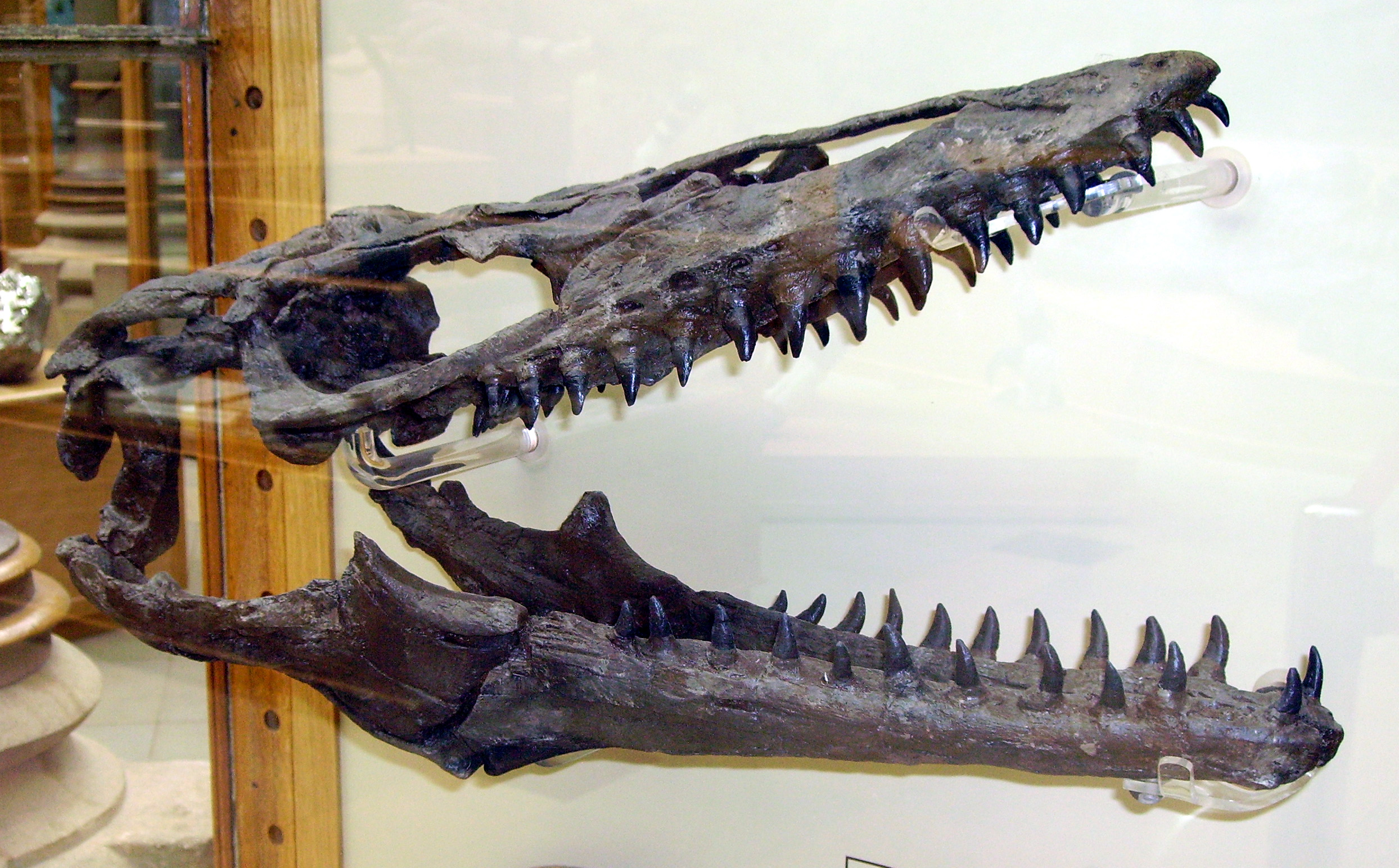
Crânio de mosassauro.

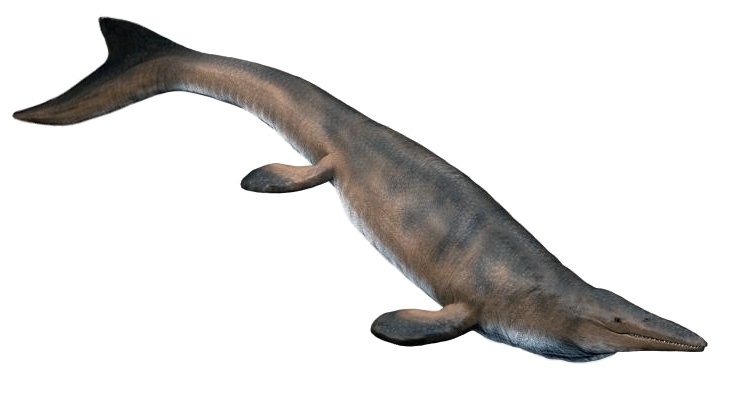
Reconstituição artística de um Mosasaurus, representante típico da família.

Em 1764 foi descoberto um crânio fossilizado, o qual foi coletado em 1766 e adquirido em 1784, para o Museu Teylers de Haarlem na Holanda. Em 1794, durante as guerras napoleônicas, o fóssil foi enviado para Paris, como espólio de guerra, e foi primeiramente estudado por Faujas de Saint-Dumond que o classificou como sendo um cetáceo e por Adriaan Gilles Camper, como sendo um crocodilo. Em 1808, Georges Cuvier corrige seus colegas e identifica o fóssil como sendo pertencente a um réptil aquático, que mais tarde receberia o nome de mosassauro, que significa lagarto do rio Mosa.

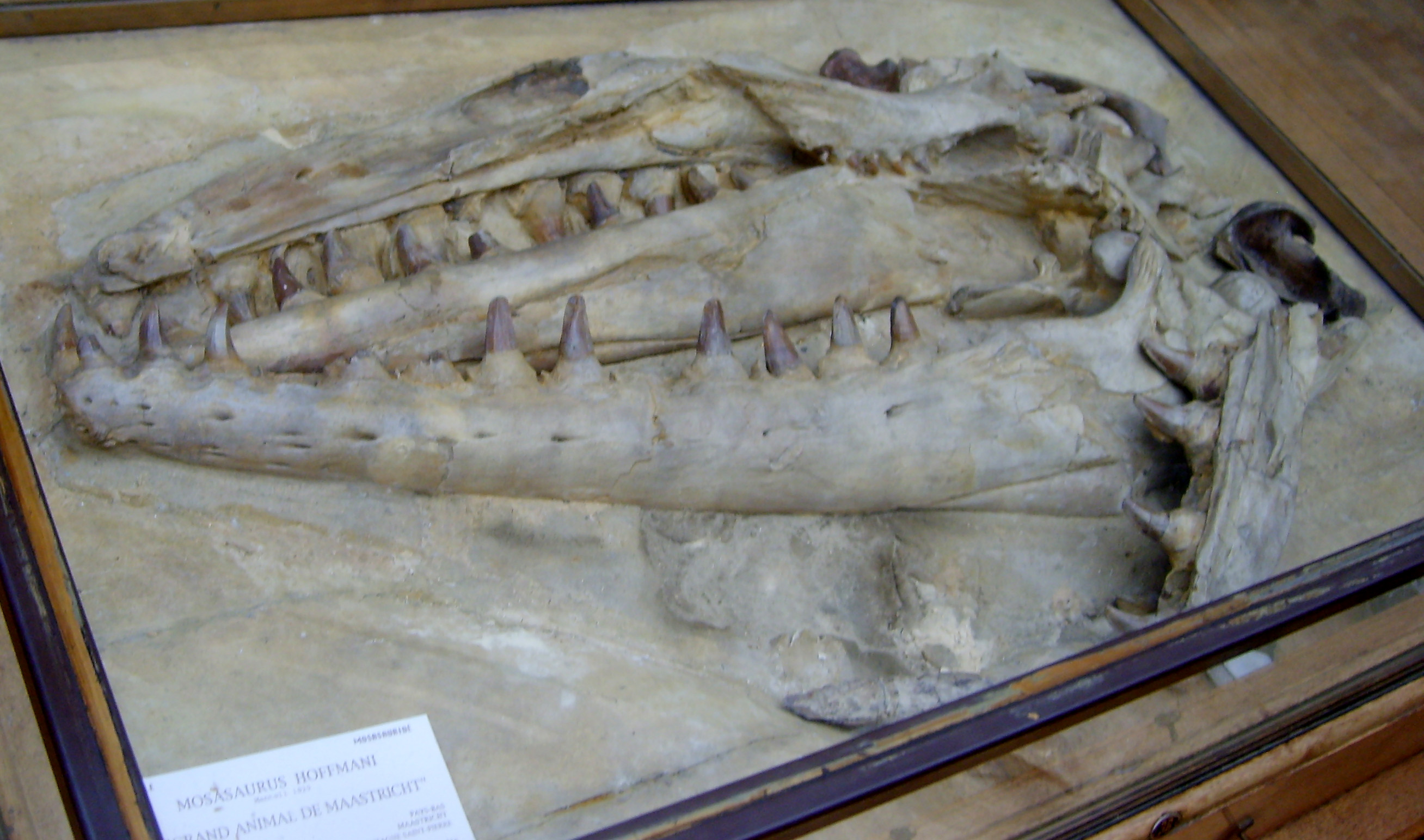
Crânio de um Mosasaurus hoffmannii, descoberto entre 1770 e 1774.

## Mosassauros em países lusófonos
Em Portugal apenas se conhecem dois dentes de mosassauro Mosasaurus. Em Angola, conhecem-se os Tylosaurus iembiensis, Angolasaurus bocagei, Prognathodon kianda, Globidens phosphaticus entre outros. No Brasil ocorre Platecarpus.